# Infezione postvaccinale
Un'infezione postvaccinale è un caso di malattia in cui un individuo vaccinato si ammala della stessa malattia che il vaccino dovrebbe prevenire. Semplicemente, si verifica quando i vaccini non riescono a fornire l'immunità contro l'agente patogeno a cui sono destinati. Infezioni postvaccinali sono state identificate in individui immunizzati contro una varietà di malattie diverse, tra cui la parotite, la varicella e l'influenza. La causa delle infezioni postvaccinali dipende dal virus stesso. Spesso, l'infezione nell'individuo vaccinato provoca sintomi più lievi ed è di durata inferiore rispetto a quando l'infezione è stata contratta normalmente.
Le cause delle infezioni postvaccinali includono la somministrazione o conservazione impropria dei vaccini, le mutazioni nei virus e il blocco degli anticorpi. Per questi motivi, i vaccini sono raramente efficaci al 100%. Si stima che il comune vaccino antinfluenzale fornisca immunità all'influenza nel 58% dei riceventi. Il vaccino contro il morbillo non riesce a fornire l'immunità al 2% dei bambini che ricevono la vaccinazione. Tuttavia, l'immunità di gregge, se presente, in genere impedisce agli individui vaccinati in modo inefficace di contrarre la malattia. Di conseguenza, l'immunità di gregge riduce il numero di infezioni in una popolazione.
Nell'aprile 2021, il CDC ha riferito che negli Stati Uniti ci sono state 5.814 infezioni postvaccinali da COVID-19 e 74 decessi, tra gli oltre 75 milioni di persone completamente vaccinate contro il virus SARS-CoV-2, responsabile della malattia COVID-19.

## Casi postvaccinali

### Varicella postvaccinale
Il vaccino contro la varicella è efficace all'85% nel prevenire l'infezione. Tuttavia, il 75% degli individui vaccinati cui è stata diagnosticata una varicella esplosiva mostra sintomi più lievi rispetto agli individui non vaccinati. Questi individui con lieve varicella hanno febbre bassa, meno di 50 lesioni sulla pelle ed eruzioni cutanee maculopapulose. Al contrario, gli individui non vaccinati hanno tipicamente una febbre di 39 °C, 200-500 lesioni cutanee e le macule (lesioni non elevate) evolvono in papule e lesioni vescicolari. Inoltre, l'infezione negli individui non vaccinati tende a durare per un periodo di tempo più lungo rispetto agli individui che erano stati vaccinati.
La maggior parte dei casi di comparsa della varicella è attribuita al mancato assorbimento del vaccino specifico da parte di un individuo. Pertanto, per prevenire l'insorgenza di infezioni, si propone che i bambini ricevano una seconda dose di vaccino meno di un anno dopo aver ricevuto la prima.

### Parotite postvaccinale
Il vaccino contro la parotite è un componente del vaccino contro morbillo, parotite e rosolia (MMR). La sua efficacia, in particolare, è dell'88%. Gli individui con casi postvaccinali di parotite hanno meno complicazioni gravi rispetto agli individui non vaccinati. Queste complicazioni includono lo sviluppo di meningite asettica ed encefalite.
La causa della comparsa della parotite non è attualmente completamente compresa. Si pensa che l'evoluzione del virus (deriva antigenica) spieghi la maggior parte dei casi. Altre teorie suggeriscono che i linfociti T della memoria svolgano un ruolo nello sviluppo di infezioni postvaccinali.

### Epatite B postvaccinale
I casi postvaccinali di epatite B sono principalmente attribuiti a mutazioni nel virus dell'epatite B (HBV) che rendono le proteine di superficie dell'HBV irriconoscibili agli anticorpi prodotti dal vaccino HBV. I virus con tali mutazioni sono chiamati "mutanti di fuga da vaccino". Le infezioni da rottura possono anche essere causate da vaccinazione ritardata, immunosoppressione e carica virale materna. È possibile che un individuo abbia un'infezione improvvisa da HBV ma sia asintomatico.

### COVID-19 postvaccinale
Nell'aprile 2021, gli scienziati hanno riferito che in uno studio di coorte su 417 persone vaccinate, 2 donne avevano infezioni postvaccinali fino al momento della pubblicazione e identificavano le mutazioni virali delle loro varianti.

## Caratteristiche

### Cause biologiche

#### Età
Quando una persona invecchia, il suo sistema immunitario subisce una serie di cambiamenti, in un processo denominato immunosenescenza. Notevole tra questi cambiamenti è una diminuzione della produzione di cellule T naive e di cellule B naive. Il ridotto numero di linfociti naive (cellule T e B) è attribuito al fatto che i telomeri nelle cellule staminali ematopoietiche (CSE), degenerano nel tempo e, di conseguenza, limitano la proliferazione delle CSE e la produzione di cellule progenitrici linfoidi. Ciò è aggravato dal fatto che, con il tempo, le HSC tendono a favorire la produzione di cellule progenitrici mieloidi rispetto alle cellule progenitrici linfoidi. Anche i linfociti maturi non sono in grado di proliferare indefinitamente. Complessivamente, la riduzione del numero di linfociti naive e le limitazioni delle capacità proliferative dei linfociti maturi contribuiscono a un numero e una varietà limitata di linfociti per rispondere ai patogeni presentati in un vaccino.
In effetti, i vaccini, compreso il vaccino antinfluenzale, il vaccino antidifterite-tetano-pertosse e i vaccini pneumococcici, sono meno efficaci negli adulti di età superiore ai 65 anni. Tuttavia, il CDC raccomanda che gli adulti anziani ottengano il vaccino antinfluenzale perché l'infezione influenzale è particolarmente pericolosa in questa popolazione e il vaccino fornisce almeno un livello moderato di immunità al virus dell'influenza.

#### Interferenza anticorpale
La presenza di anticorpi materni nei neonati limita l'efficacia dei vaccini inattivati, attenuati e a subunità. Gli anticorpi materni possono legarsi agli epitopi sulle proteine prodotte dal virus nella vaccinazione. Il riconoscimento delle proteine virali da parte degli anticorpi materni neutralizza il virus. Inoltre, gli anticorpi materni superano i recettori delle cellule B su quelle del bambino per il legame con l'antigene. Pertanto, il sistema immunitario di un bambino non è altamente attivato e il bambino produce meno anticorpi. Anche quando le cellule B si legano all'agente patogeno, la risposta immunitaria è ancora frequentemente repressa. Se i recettori delle cellule B si legano all'antigene e i recettori FC si legano contemporaneamente all'anticorpo materno, i recettori FC inviano un segnale ai recettori delle cellule B che inibisce la divisione cellulare. Poiché il sistema immunitario del bambino non è stimolato e la divisione delle cellule B è inibita, vengono prodotte poche cellule B di memoria. Il livello delle cellule B di memoria non è adeguato per garantire la resistenza permanente di un neonato all'agente patogeno.
Nella maggior parte dei neonati, gli anticorpi materni scompaiono 12-15 mesi dopo la nascita, quindi i vaccini somministrati al di fuori di questa finestra non sono compromessi dall'interferenza degli anticorpi materni.

#### Longevità delle cellule B di memoria
Quando un individuo viene vaccinato contro una malattia, il suo sistema immunitario viene attivato e le cellule B della memoria immagazzinano la risposta anticorpale specifica. Queste cellule rimangono in circolazione e l'infezione del patogeno viene eliminata. Poiché i telomeri nei geni degenerano dopo ogni successiva divisione cellulare, i linfociti, comprese le cellule B della memoria, non sono in grado di proliferare indefinitamente. In genere, le cellule vivono per più decenni, ma vi è una variazione nella longevità di queste cellule a seconda del tipo di vaccino con cui sono state stimolate e del dosaggio del vaccino. La ragione delle differenze nella longevità delle cellule B di memoria è attualmente sconosciuta. Tuttavia, è stato proposto che le differenze nella longevità delle cellule B di memoria siano dovute alla velocità con cui un agente patogeno infetta il corpo e, di conseguenza, al numero e al tipo di cellule coinvolte nella risposta immunitaria al patogeno nel vaccino.

#### Evoluzione del virus
Quando una persona viene vaccinata, il suo sistema immunitario sviluppa anticorpi che riconoscono segmenti specifici (epitopi) del virus o proteine indotte dal virus. Nel tempo, tuttavia, i virus accumulano mutazioni genetiche che possono avere un impatto sulla struttura 3d delle proteine virali. Se queste mutazioni si verificano in siti riconosciuti dagli anticorpi, le mutazioni bloccano il legame anticorpale che inibisce la risposta immunitaria. Questo fenomeno è chiamato deriva antigenica. Le infezioni da epatite B e la parotite sono parzialmente attribuite alla deriva antigenica.

### Altre cause

#### Qualità e somministrazione del vaccino
I vaccini possono non fornire l'immunità se di scarsa qualità quando vengono somministrati. Un vaccino perde efficacia se viene conservato alla temperatura errata o se viene utilizzato dopo la data di scadenza. Allo stesso modo, un dosaggio appropriato del vaccino è essenziale per garantire l'immunità. Il dosaggio del vaccino dipende da fattori tra cui l'età e il peso del paziente. La mancata considerazione di questi fattori può portare a pazienti che ricevono una quantità errata di vaccinazione. I pazienti che ricevono una dose inferiore a quella raccomandata di un vaccino non hanno una risposta immunitaria adeguata al vaccino per garantire l'immunità.
Affinché un vaccino sia efficace, un individuo deve rispondere ai patogeni attraverso il ramo adattativo del sistema immunitario e tale risposta deve essere memorizzata nella memoria immunologica di un individuo. È possibile per un individuo neutralizzare ed eliminare un agente patogeno attraverso la risposta umorale senza attivare la risposta immunitaria adattativa. I vaccini con ceppi più deboli o meno di un agente patogeno, come nel caso di un vaccino di scarsa qualità quando somministrato, possono principalmente suscitare la risposta umorale e, quindi, non garantire l'immunità futura.